# Cseres-hegység Tájvédelmi Körzet
A Cseres-hegység Tájvédelmi Körzet területe 167,71 km². A tájvédelmi körzet Szlovákiában található.

## Ismertető
A Cserovai-dombvidék (Cerová vrchovina) Tájvédelmi Terület Közép-Szlovákia déli részének azonos megnevezésű hegyláncának a területén fekszik. A térség Szlovákiában egyedülálló és megismételhetetlen terület, ugyanis a kialudt vulkánok országa. A 16 282 ha Tájvédelmi Területet 1989-ben nyilvánították védett területté. A Tájvédelmi Terület igazgatósága Rimaszombatban (Rimavská Sobota) székel.A Cserovai-dombvidék az élettelen természet alkotta értékek miatt jelentős. Geológiai skanzennek is nevezhetjük. Vulkáni kúpok néhány példányával (Ragáč, Veľký Bučeň), kipreparált füstnyílásokkal (Hajnáčsky hradný vrch (Hajnáčsky várcsúcs), Soví hrad (Bagoly-vár), valamint lávatakarókkal és áramlatokkal találkozhatunk (Pohanský hrad – vár). A Cserovai-dombvidék Tájvédelmi Terület nagyon értékes és érdekes élő természettel rendelkezik. Az erdők a természetvédelmi terület 60 százalékát teszik ki. A faösszetételen melegkedvelő fafajták vannak túlsúlyban, mint a kocsányostölgy és kocsánytalan tölgy. A Cserovai-dombvidék faji gazdagságáról nevezetes, ezen a területen ma már egészen 1 250 növényfajt azonosítottak. A botanikusok számára a sziklasztyeppék és az erdei sztyeppék nagyon értékesek.

## Fekvése
A tájvédelmi körzet a Losonci és a Rimaszombati járásban található, Ajnácskő község a területén található. Gazdag élővilággal rendelkezik. A területén található a Somoskői, az Ajnácskői és a Sőregi vár, és az Európában egyedülálló Somoskői bazaltorgona. Fülek északkeletre, 6 km-re található.

## Jellemzői
Nógrád–Gömöri-bazaltvidéken több mint 100 önálló bazaltterület található, többségük Szlovákiában. A kúpszerű hegyeket és lapos fennsíkokat létrehozó bazaltvulkánok több szakaszban, eltérő jelleggel működtek. A feltörő lávából keletkeztek a többnyire oszlopos szerkezetű bazaltcsúcsok A leglátványosabb képződmények a Somoskői várhegyen tekinthetők meg, ahol egy lávakiömlés következtében a kiömlött és megszilárdult bazalt, egy orgonára hasonlít, így Európában egyedülálló.

## Növény- és állatvilág

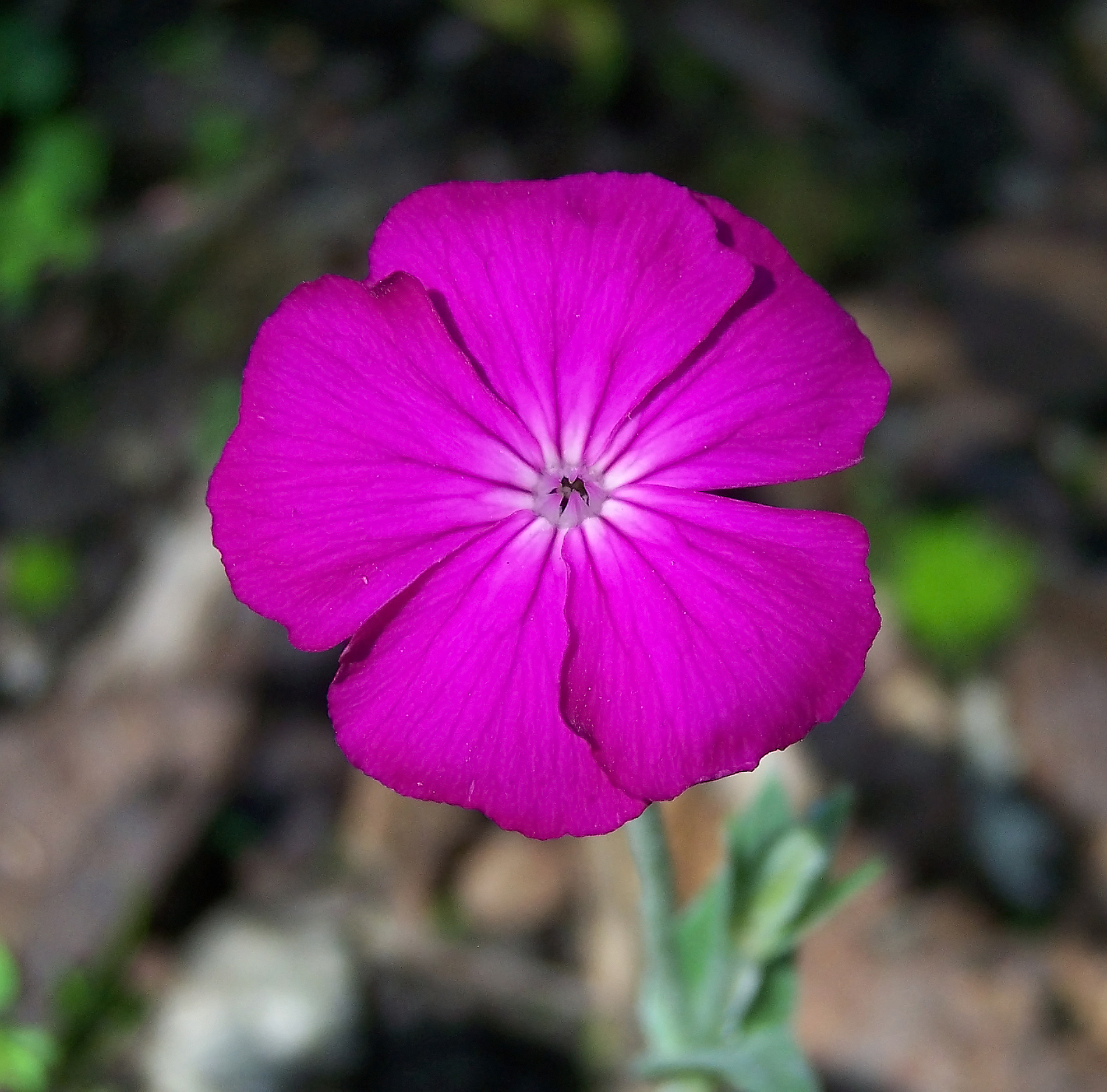
Bársonyos kakukkszegfű

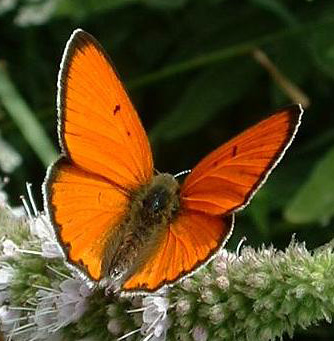
Nagy tűzlepke

A tájvédelmi körzeten belül jelentős az erdőterületek aránya. Jellemző erdőtársulások a cseres-kocsánytalan tölgyesek, gyertyános-tölgyesek és a szubmontán bükkösök. Különleges értékeket rejtenek a molyhostölgy állományok, a törmeléklejtő erdők és a patakvölgyeket kísérő gyertyános égerligetek. A védett ritka növények közül esztétikai szépségét tekintve is kiemelendő a tájvédelmi körzet címernövénye, a bársonyos kakukkszegfű, valamint a dunai csillagvirág, a kardos madársisak és az ikrás fogasír. Az erdők természetközeli állapotát jelzi a terület gazdag madárvilága, amelynek különleges képviselői a darázsölyv, a császármadár és a fehérhátú fakopáncs. A rovarvilág sokszínűségét Európa legnagyobb bogara, a nagy szarvasbogár, a különleges szépségű havasi cincér, valamint a ritka nyolcpettyes virágbogár jelzi. A történelem folyamán az ember folyamatos jelenlétét az erdőirtások hatására kialakult nagy kiterjedésű gyepterületek mutatják. Az így, másodlagosan kialakult társulások értékes képviselői az ecsetpázsitos rétek és a hazánkban ritka szőrfűgyepek foltjai. A hegyi legelőket szép és értékes virágok teszik változatossá, mint pl. a mezei szegfű vagy a kétlevelű sarkvirág, olyan lepkéknek nyújtva élőhelyet, mint a farkasalmalepke és a nagy tűzlepke.

## Földtani értékek

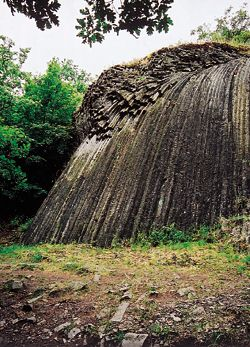
Somoskői bazaltorgona

Már a védetté nyilvánításkor is fontos szempont volt a terület különleges földtani értékeinek sora. Ezek közül említést érdemel a Somoskői bazaltorgona, amely Európában egyedülálló, és a Bénai sziklák, mely különleges oszlopokat formáz.